# Hyposemansis amynoides
Hyposemansis amynoides är en fjärilsart som beskrevs av Moore 1882. Hyposemansis amynoides ingår i släktet Hyposemansis och familjen nattflyn. Inga underarter finns listade i Catalogue of Life.